# Чемпіонат Буковини з хокею 1935
Чемпіонат Буковини 1935 року знов приніс першість гравцям чернівецького «Драгош Воде».

## Підсумкова класифікація
| Місце | Команда                | І | В | Н | П | Ш   | О |
| ----- | ---------------------- | - | - | - | - | --- | - |
| 1     | «Драгош Воде» Чернівці | ? | ? | ? | ? | ?-? | ? |
| ?     | ЧФР Чернівці           | ? | ? | ? | ? | ?-? | ? |
| ?     | ?                      | ? | ? | ? | ? | ?-? | ? |

## Міжнародні змагання
В фінальному турнірі румунської ліги «Драгош Воде» виборов срібні нагороди серед чотирьох учасників.

## Товариські матчі
Кращий клуб Буковини - «Драгош Воде» зустрівся з одним із провідних клубів Галичини - львівською «Погонню». Матч, що відбувся 6 січня в Чернівцях, приніс перемогу гостям з рахунком 3:1. Збірна Чернівців також поступилася гостям 0:2. Команда чернівецьких залізничників ЧФР перемогла румунський клуб «Яси» 4:1.

## Склади команд
«Драгош Воде» Чернівці: Еміль Майцюк (?, ?); Антон Паненка (?, ?), Вільгельм Сук (?, ?), ...